# Monilia
Monilia é um género de fungos ascomicetes que possui cinco espécies: fructigena, medoacensis, mumecola, pruinosa e yunnanensis.